# احمد فرفر
احمد فرفر (انگلیسی: Ahmed Farfar؛ زادهٔ ۷ ژانویهٔ ۱۹۵۳) بازیکن هندبال اهل الجزایر بود.